# Lauriane Genest
Lauriane Genest (ur. 28 maja 1998 w Montrealu) – kanadyjska kolarka torowa, brązowa medalistka igrzysk olimpijskich.

## Kariera
Pierwsze sukcesy w karierze osiągnęła w 2017 roku, kiedy zdobyła cztery medale na torowych mistrzostwach Kanady: złoto w sprincie drużynowym i wyścigu na 500 m oraz srebrne w keirinie i sprincie. Podczas igrzysk olimpijskich w Tokio zdobyła brązowy medal w keirinie, przegrywając tylko z Shanne Braspennincx z Holandii i Ellesse Andrews z Nowej Zelandii. Na tej samej imprezie była też ósma w sprincie. Na igrzyskach Wspólnoty Narodów w Birmingham w 2022 roku wywalczyła srebrny medal w sprincie drużynowym. Ponadto kilkukrotnie zdobywała medale na mistrzostwach panamerykańskich, w tym złote w keirinie i sprincie drużynowym w Cochabambie w 2019 roku.